# Rustam Muradov
Rustam Usmanovitj Muradov (ryska: Руста́м Усма́нович Мура́дов), född 21 mars 1973 i byn Tjinar i distriktet Derbent, Dagestanska ASSR, Ryska Sovjetrepubliken, Sovietunionen, är en rysk arméofficer.
Rustam Muradov är etnisk tabasaran. Hans far föddes i Khanak i Tabasarandistriktet i Dagestan, men flyttade 1966 norrut till Tjinar, efter det att en jordbävning drabbat södra Dagestan 1966. 

## Yrkesbana
Muradov fick militär utbildning på Kazan Suvorov militärskola i Kazan och inträdde i militär tjänst 1990. Han examinerades från Leningrads militärinstitut och från Ryska federationens militärakademi 1995. År 2015 utexaminerades han från Försvarsmaktens generalstabs militärakademi.
Mellan 2008 och 2015 hade han kommenderingar som chef för olika arméenheter och 2015–2017 hade han stabsarbete. År 2016 blev han Rysslands representant i den gemensamma rysk-ukrainska stilleståndsövervakningskommissionen i Donbas. År 2017 var han militärrådgivare i Syrien. Därefter var han bland annat biträdande chef för Södra militärdistriktet.
Han blev generallöjtnant i februari 2020
och utsågs i november 2020 till chef för den ryska fredsbevarande styrkan i Nagorno-Karabakh, som efter vapenstilleståndet i november 2020, efter striderna 2020, skulle säkra Latjinkorridoren.
Muradov ersatte som chef för Östra militärdistriktet den 7 oktober 2022 Aleksandr Tjajko, vilken lett det misslyckade ryska angreppet på Kiev i februari–mars 2022.

## EU-sanktioner
Efter Rysslands invasion av Ukraina 2022 beslöt Europeiska Unionen i februari 2022 om sanktioner mot Rustam Muradov.